# Tha Dogg Pound
Tha Dogg Pound – hip-hopowy duet pochodzący z Long Beach w Kalifornii. W jego skład wchodzą: Kurupt (raper), również znany jako Young Gotti i Daz Dillinger (raper, producent) znany jako Dat Nigga Daz. Duet reprezentuje nurt West Coast hip-hop.
Kurupt i Daz rozpoczęli karierę w Death Row Records. Zespół zadebiutował w 1992 gościnnymi występami na płycie Dr. Dre The Chronic. Pierwszym studyjnym albumem grupy był wydany w 1995 Dogg Food, który osiągnął status podwójnej platyny. Jest to największy komercyjny sukces grupy. Kurupt i Dillinger współpracowali z takimi raperami jak: Snoop Dogg, RBX, The Lady of Rage, Nate Dogg, Bad Azz, Game.
Kurupt i Daz wywodzą się z gangu Crips.

## Dyskografia
Albumy
- Dogg Food (1995)
- Dillinger & Young Gotti (2001)
- 2002 (2001)
- Dillinger & Young Gotti II: Tha Saga Continuez... (2005)
- Cali Iz Active (2006)
- Dogg Chit (2007)
- That Was Then, This Is Now (2009)
- 100 Wayz (2010)
- Westcoast Aftershocc (2011)
- We All We Got (2024)

Kompilacje & EP
- The Last of Tha Pound (2004)
- Let’s Ryde 2Night EP (2008)
- Keep On Ridin (25 maja 2010[1])